# Nepoko
Der Nepoko (französisch: Rivière Nepoko) ist ein rechter Nebenfluss des Ituri (ab dem Zusammenfluss Aruwimi genannt) in der Demokratischen Republik Kongo, Afrika. Er gehört damit zum Einzugsgebiet des Kongo.

## Verlauf
Der Nepoko entspringt in der Provinz Haut-Uele im äußersten Nordosten der Demokratischen Republik Kongo. Von seiner Quelle verläuft er zunächst in grob westlicher Richtung bevor er schließlich etwa bei 2° 17′ 18″ N, 27° 10′ 59″ O Richtung Süden abbiegt. Der Fluss bildet hierbei dann für etwa 50 Kilometer seines Verlaufs die natürliche Grenze zwischen den Provinzen Haut-Uele und Bas-Uele. Nach weiteren ca. 30 Kilometern mündet der Nepoko bei Bomili in der Provinz Tshopo in den Ituri und bildet den Aruwimi.
In seinem Verlauf trennt der Fluss verschiedene Gruppen des Budu-Volkes im Wamba-Territorium, die auf der westlichen Ibambi-Seite und der östlichen Wamba-Seite unterschiedliche Dialekte sprechen, sich aber als ein Volk betrachten. Der Fluss teilt das Bistum Wamba in zwei Teile. Er fließt durch das Okapi-Wildtierreservat. Zu seinen südlichen Nebenflüssen gehören die Flüsse Uala, Afande, Mambo und Nagaue.

## Geschichtliches
Der deutsch-russische Entdecker Wilhelm Junker erreichte den Fluss am 6. Mai 1882. Er beschrieb ihn bei Niedrigwasser als etwa hundert Meter breit. Die teilweise felsigen Ufer, über neun Meter hoch, traten zurück und bildeten flache, fünfzehn bis sechzig Meter breite Ufer, die bei Hochwasser überflutet wurden. In der späten belgischen Kolonialzeit verkehrte eine Autofähre über den Fluss, allerdings nicht immer bei Hoch- oder Niedrigwasser. Sie bestand aus mehreren seitlich zusammengebundenen Einbaumkanus, die mit einer Holzplattform abgedeckt waren und von einem Kabel über den Fluss gezogen wurden.